# أمايا أجارتامنديا
أمايا أجارتامنديا (بالإسبانية: Amaia Ugartemendía)‏ مواليد 9 يونيو 1966، هي لاعبة كرة يد إسبانية سابقة. مثلت منتخب إسبانيا لكرة اليد للسيدات. شاركت في دورة الألعاب الأولمبية الصيفية سنة 1992.

## روابط خارجية
- أمايا أجارتامنديا على موقع أوليمبيديا (الإنجليزية)